# Tajno vijeće
Tajno vijeće je tijelo koje savjetuje poglavara države. Obično je to u kontekstu monarške vlade, premda ne i uvijek. Tajno je u značenju privatnog, pa je ovo vijeće bilo odbor monarhovih najbližih savjetnika radi davanja povjerljivih savjeta u svezi s državnim poslovima. Primjer takvog vijeća je Tajno vijeće (Geheimrat) u Austro-Ugarskoj.